# Bonplandia
Bonplandia là một chi thực vật có hoa trong họ Polemoniaceae.

## Loài
Chi Bonplandia gồm các loài: